# Joan Salvador i Riera
Joan Salvador i Riera (Barcelona, 1 de desembre de 1683 - Barcelona, 21 de febrer de 1726), va ser un apotecari i naturalista català.
Era el fill gran de Jaume Salvador i Pedrol, també apotecari i naturalista. Es graduà de mestre en arts a l'Estudi General de Barcelona el 1700 i dos anys més tard sembla que va ser admès al Col·legi d'Apotecaris barceloní.
Estudià botànica amb Peire Magnol a Montpeller i amb Joseph Pitton de Tournefort, amic del seu pare (amb qui havia herboritzat pel Principat i el País Valencià), a París. Viatjà per Occitània i per Itàlia i tornà a Barcelona la tardor de 1706, quan la ciutat havia esdevingut cort de Carles III i, a la rebotiga del seu pare, es reunien en tertúlia diferents facultatius dels exèrcits aliats (anglesos, neerlandesos, savoians) interessats per la història natural.
A desgrat de la situació bèl·lica mantingué correspondència i intercanvis amb corresponsals com els anglesos James Petiver i Hans Sloane o el neerlandès Hermann Boerhaave. Durant la Guerra de Successió va viatjar a Mallorca i Menorca, ja ocupada pels anglesos, i va ser un dels primers a herboritzar en aquestes illes de manera sistemàtica.
Va participar en la defensa de Barcelona contra les forces de Felip V i fins i tot algun dels seus corresponsals el donà per mort en l'assalt final de l'11 de setembre de 1714. Acabada la guerra, el 1715, va ser nomenat corresponsal de l'Acadèmia Reial de Ciències de París i l'any següent va acompanyar Antoine de Jussieu, enviat pel Regent de França, en un viatge per Espanya i Portugal destinat a refer i ampliar els itineraris de Tournefort i enriquir les col·leccions de plantes d'aquests territoris dels herbaris del Jardin du Roi parisenc.
Va treballar durant anys en la redacció d'una flora de Catalunya, avui perduda, però de la qual pot donar una idea l'herbari que va aplegar, avui conservat a l'Institut Botànic de Barcelona. Més concretament, "aquell herbari estava perdut només en la memòria de les generacions que els seguiren i va ser una casualitat que va posar en coneixement de dona Montserrat [Montserrat Garriga Cabrero] la possibilitat de rescatar-lo del lloc on jeia oblidat. Un col·lega del senyor Gallardo [marit de la senyora Garriga], el notari de Vilafranca senyor Parés, assabentat de la dedicació a la botànica de la senyora Gallardo, li comunicà que dit famós herbari estava tancat al castell vilafranquí de La Bleda i els convidà a comprovar-ho personalment."